# PSR J0002+6216
PSR J0002+6216 (также именуемый «Пушечное ядро») — пульсар, открытый проектом Einstein@Home в 2017 году. Он является одним из самых быстродвижущихся в межзвёздной среде из известных пульсаров, преодолев 53 световых года (5 × 1014 км) от места образования его сверхновой — туманности CTB 1 (Abell 85). Из-за своей скорости в 1127 км/с, PSR J0002+6216 имеет длинный хвост протяжённостью 13 световых лет (1,2 × 1014 км). В настоящее время пульсар находится в 6500 световых лет (6,1 × 1016 км) от Земли в созвездии Кассиопеи. Звезда вращается вокруг своей оси со скоростью 8,7 раз в секунду.